# Duo Duo
Duo Duo (chinesisch 多多, Pinyin Duō Duō) ist der Künstlername des chinesischen Schriftstellers Li Shizheng (chinesisch 栗世征, Pinyin Lì Shìzhēng; * 1951 in Peking, Volksrepublik China). Er lebt derzeit auf der Insel Hainan im tropischen Süden Chinas.

## Leben
Seine ersten Texte schrieb er als junger Mann in den frühen 1970er Jahren abgeschieden und geheim während der Kulturrevolution. In vielen seiner frühen Gedichte setzt er sich auf eine kenntnisreiche und originäre Weise kritisch mit der Kulturrevolution auseinander. Duo Duo wird zusammen mit den Autoren Bei Dao, Gu Cheng, Mang Ke, Haizi und Yang Lian der literarischen Gruppe  Ménglóng Shī 朦胧诗, engl. „Misty Poets“ (朦胧诗), dt.: „Verklärte Poeten“, auch bekannt als Menglong-Lyrik oder Hermetische Dichtung. Es finden sich Bezüge zur europäischen Lyrik, z. B. zu Charles Baudelaire, Marina Zwetajewa und Sylvia Plath. Nachdem Duo Duo 1989 Zeuge des Massaker auf dem Tian’anmen-Platz geworden war, kehrte er seinem Heimatland für mehr als eine Dekade den Rücken und lebte in Großbritannien, Kanada und den Niederlanden. Bei seiner Rückkehr aus den Niederlanden nach China im Jahre 2004 wurde er von der jungen literarischen Welt Chinas geehrt und gefeiert. Duo Duo lebt derzeit auf der Insel Hainan im tropischen Süden Chinas und unterrichtet dort Literatur an der Universität von Hainan. In seinem Werk wird nun Migration thematisiert.

## Werk
Einige seiner Texte wurden ins Englische übertragen. Darunter auch die Verssammlung  „Looking Out from Death: From the Cultural Revolution to Tiananmen Square“ (1989) und „The Boy Who Catches Wasps“ (2002) sowie eine Sammlung von Kurzgeschichten unter dem Titel „Snow Plain“ (2010).
Mehrere Gedichte waren auch ins Deutsche übersetzt, u. a., in der Sammlung „Wegstrecken“ (1994).

## Auszeichnungen
Im Jahre 2010 wurde Duo Duo mit dem renommierten, mit 50.000 USD dotierten, amerikanischen Neustadt Literatur Preis ausgezeichnet.

## Übersetzungen
Der amerikanische Autor und Sinologe Gregory B. Lee hat viele von Duo Duos Gedichten ins amerikanische Englisch übersetzt und auch über das Werk von Duo Duo geschrieben, zuletzt in „China’s Lost Decade“.